# Burghaun
Burghaun település Németországban, Hessen tartományban. Lakosainak száma 6471 fő (2023. december 31.).

## Népesség
A település népességének változása:
| Lakosok száma | 6346 | 6350 | 6356 | 6436 | 6471 |
|               | 2017 | 2019 | 2021 | 2022 | 2023 |